# Eva Lang
Éva Láng, nata Eva Königsberg, (Budapest, 10 aprile 1925 – 2013) è stata una poetessa, scrittrice e giornalista ungherese.

## Biografia
Figlia di Arnold Königsberg (1891–1956) e Ilona Vámos (1898–1961), iniziò gli studi presso l'Istituto della Missione Riformata Scozzese a Budapest, completandoli poi presso l'Istituto grafico di Álmos Jaschik. Si diplomò, quindi, alla scuola di giornalismo dell'Associazione nazionale dei giornalisti ungheresi (MÚOSZ). 
Nel 1944 si sposò a Terézváros con Pál Láng. Di origine ebrea, durante la seconda guerra mondiale fu perseguitata e si salvò grazie all'opera di protezione di Giorgio Perlasca a Budapest, quarant'anni dopo - nel 1989 - fu tra i testimoni che contribuirono al riconoscimento internazionale delle azioni di Perlasca, sulla base della propria testimonianza e dei documenti di famiglia. Dopo la guerra ritrovò alcuni parenti, in particolare il marito salvatosi rocambolescamente, ma il fratello György rimase ucciso nelle deportazioni. Nel dopoguerra, si trasferì dapprima in Canada e poi in Israele.
Dal 1967 al 1985 fu editore associato e designer presso l'Health Worker. Pur essendo giornalista e poetessa, similmente a molti altri sopravvissuti alla Shoah iniziò solo in tarda età a pubblicare le proprie opere letterarie, la prima delle quali nel 1985, intitolata A nyomtalan nyomában. L'anno successivo diede alle stampe un nuovo volume, con una riflessione significativamente introdotta dal titolo Ki fogja elbeszélni (Chi racconterà la storia?). Tra il 1991 e il 1992 si diplomò, inoltre, come editor designer. Nel 1993 fu tra i protagonisti del film Why wasn't he there? di András Jeles, incentrato sull'epoca della guerra, interpretando il ruolo della nonna. Nello stesso anno fu autrice di Mókuskerék, pubblicato con Mediant. Nel 1997 pubblicò Köldökzsinóron.
Sua figlia Zsuzsa morì nel 2002, poco più che cinquantenne.
Nel 2003 diede alle stampe Nincs kivétel per l'editore Tevan, e pubblicò inoltre un poema dedicato all'olocausto.

## Opere
- Eva Lang, A nyomtalan nyomában, Szikra, 1985, ISBN 9631529770.
- Eva Lang, Ki fogja elbeszélni, Pallas Lap- és Könyvkiadó Vállalat, 1990, ISBN 9632722833.
- Eva Lang, Mókuskerék, Mediant, 1993, ISBN 9638263008.
- Eva Lang, Elkésett köszönet (költemény), in Tiszteletadás Angel Sanz-Briznek Spanyolország ügyvivőjének Magyarországon (1942-1944), A Spanyol Kiralysag Nagykovestege, Magánkiadás, 1994.
- Eva Lang, Köldökzsinóron, Mediant, 1997, ISBN 9638263067.
- Eva Lang, Nincs kivétel, Tevan, 2003, ISBN 9637278826.
- Eva Lang, A Holocaust Poem, Contemporary Review, 2003.

## Premi e riconoscimenti
- Premio di poesia della Società letteraria e artistica di Lajos Nagy (1997)
- Corona d'alloro con nastro d'argento al Concorso di Poesia Aquincum  (1998)
- Primo premio al concorso di racconti della Lajos Nagy Literary and Art Society (1998)